# Ischioscia amazonica
Ischioscia amazonica is een pissebed uit de familie Philosciidae. De wetenschappelijke naam van de soort is voor het eerst geldig gepubliceerd in 1955 door Lemos de Castro.